# 规律
规律，又叫法则，馬克思主義對此範疇的定義及定性如下：規律是事物、现象和过程内在的、本质的必然的联系，具有客观性和普遍性，不依人的意志为转移，人们不能创造改变和消灭规律，只能认识它，利用它来改造自然界，改造人类社会，并且限制某些规律对人类的破坏作用，是人们进行科学预测，制定实践计划的客观依据。
规律是在某种范围内或某种条件下，事物间的必然本质联系，具有客观性，普遍性，相对性和唯一性。